# Driel
Driel – wieś w gminie Overbetuwe w prowincji Geldria, Holandia. Leży na południowym brzegu Renu, naprzeciwko Arnhem. Populacja wynosi 4330 osób (2020).
Miejscowość znana z lądowania 1 Samodzielnej Brygady Spadochronowej 21 września 1944 roku, podczas Operacji Market Garden. Zadaniem brygady było dotarcie na północy brzeg Renu i pomoc okrążonym tam Brytyjczykom z 1 Dywizji Powietrznodesantowej.
W 2004 roku z okazji 60. rocznicy bitwy pod Arnhem Sir Brian Urquhart podjął decyzję ufundowania pomnika. Wydano apel, w którym podkreślono, że ich inicjatywa ma charakter osobisty, chodzi bowiem o wyraz uznania ze strony Brytyjskich Sił Powietrznodesantowych dla Polskich Spadochroniarzy, dla generała Sosabowskiego i jego wspaniałych polskich spadochroniarzy, bez których odwagi i ducha walki oddziały 1st Airborne Division nie miałyby szans wycofać się spod Arnhem.
W 62. rocznicę bitwy o Arnhem na placu Polski w Driel został odsłonięty pomnik gen. Stanisława Sosabowskiego. Pomnik powstał dzięki inicjatywie dwóch brytyjskich weteranów: Sir Briana Urquharta i majora Tony'ego Hibberta oraz wieloletnim staraniom mieszkanki Driel Cory Baltussen, a także holenderskiej Polonii.

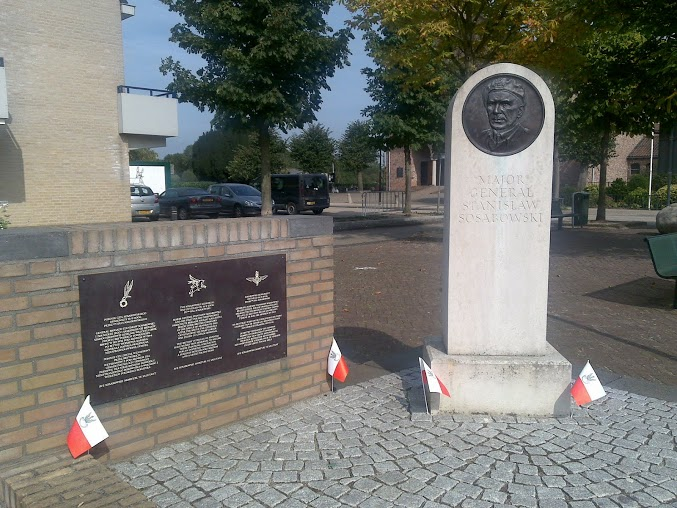
Pomnik Generała Stanisława Sosabowskiego i polskich żołnierzy u boku jego walczących
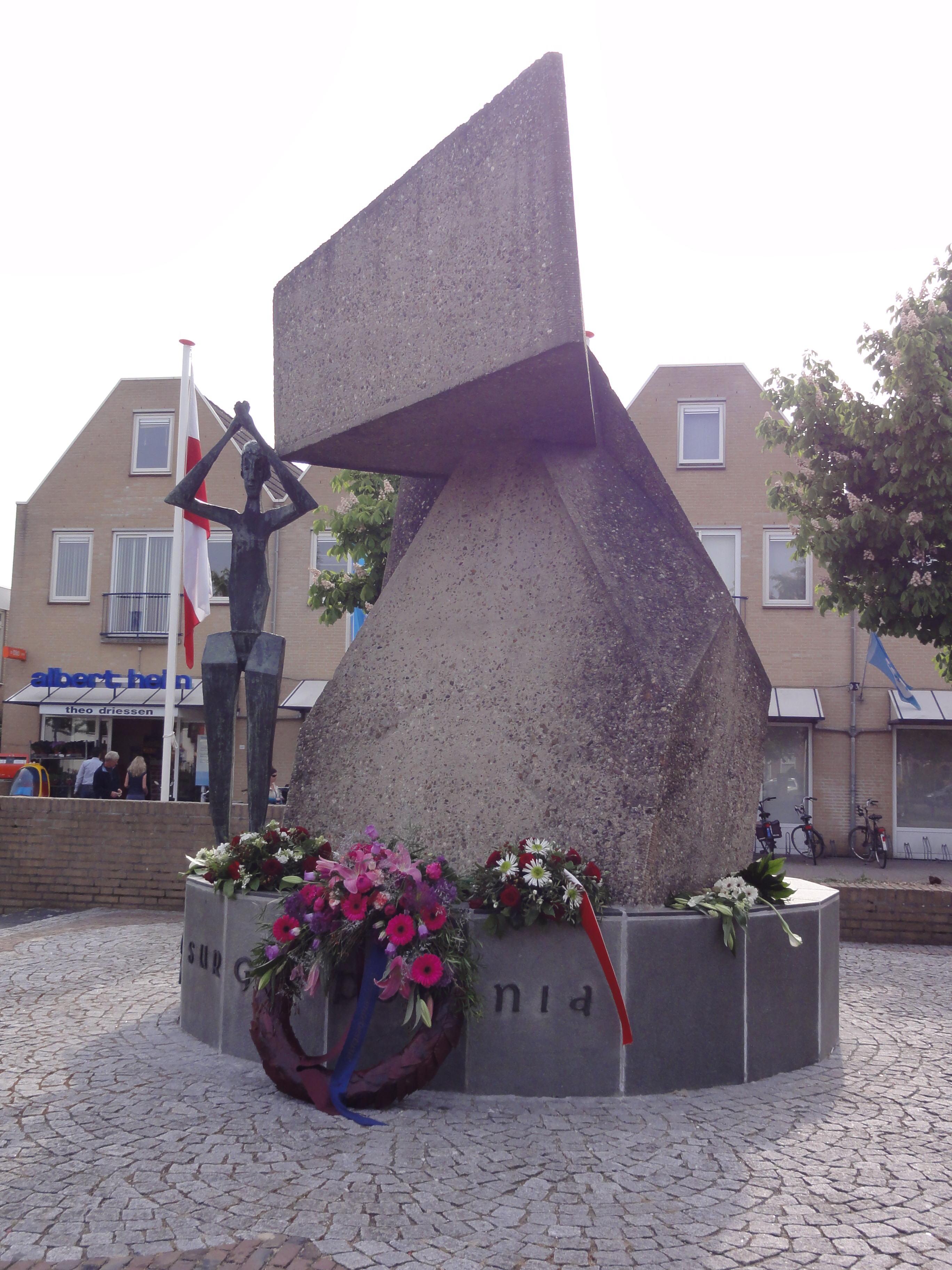
Pomnik upamiętniający operację Market Garden
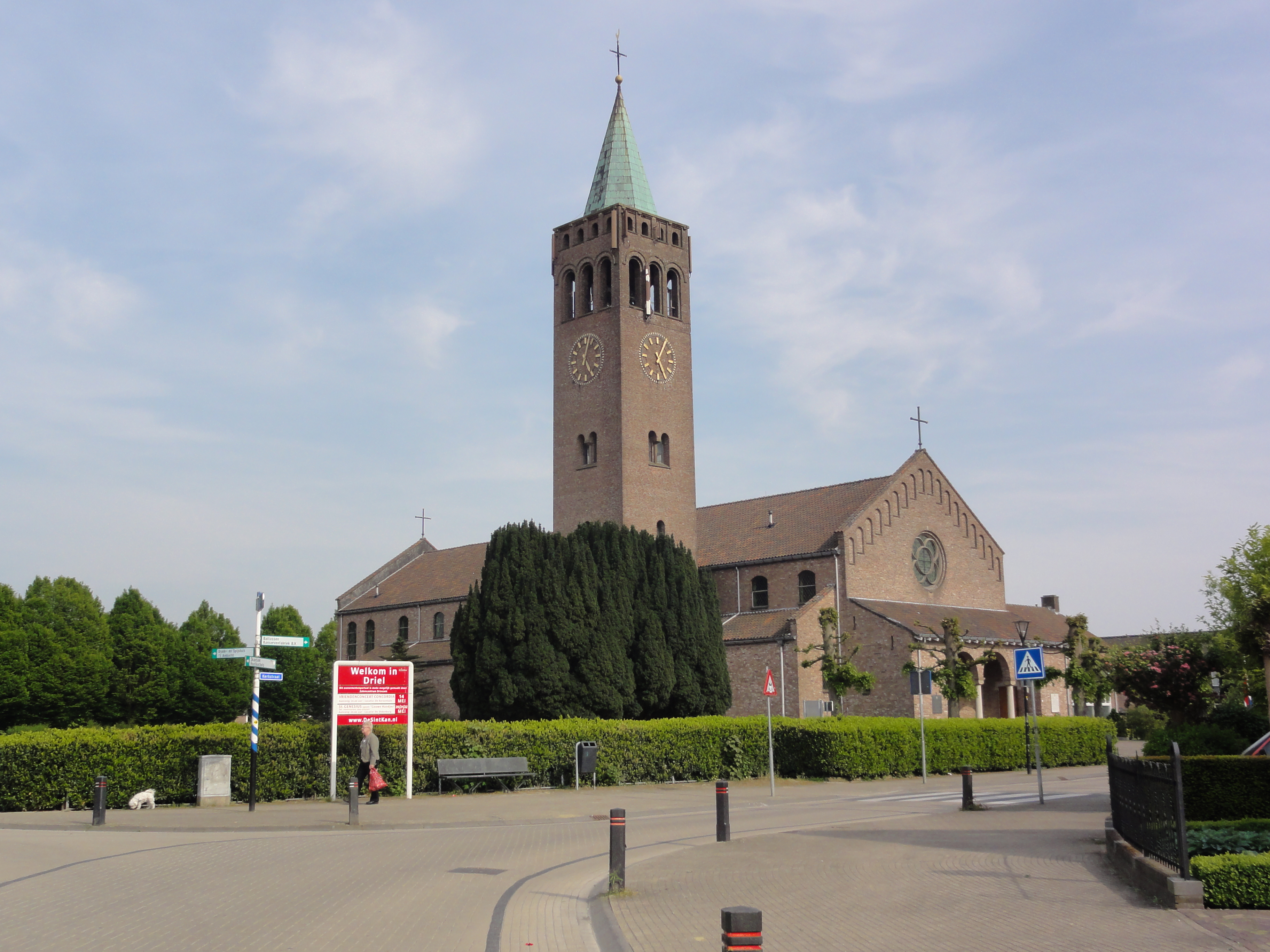
Kościół w Driel